# Kožušice
Kožušice es una localidad del distrito de Vyškov en la región de Moravia Meridional, República Checa, con una población estimada a principio del año 2018 de 114 habitantes. 
Se encuentra ubicada al este de la región, cerca de la orilla del río Morava —un afluente izquierdo del Danubio—, de la frontera con las regiones de Zlín y Moravia-Silesia, y a poca distancia al este de la ciudad de Brno.